# 萊肯島
萊肯島（英語：Lichen Island），是南極洲的島嶼，處於伯林根群島以北9公里和克萊夫特島西北面5公里的普里茲灣南部，在1955年2月5日由澳大利亞探險隊踏足，現時由南極條約體系管理。